# 1459
1459 (MCDLIX) var ett normalår som började en måndag i den julianska kalendern.

## Händelser

### Mars
- Mars – Karl Knutsson (Bonde) förlorar en viktig ekonomisk tvist mot Johan Stenhusen, en borgare i Köln.

### Juni
- 20 juni – Serbien blir en del av Osmanska riket.[1]

## Födda
- 2 mars – Hadrianus VI, född Adriaan Florenszoon Boeyens, påve 1522–1523.
- 6 oktober – Martin Behaim, tysk astronom och kartograf.
- 27 december – Johan I Albrekt, kung av Polen 1492–1501.
- Christina Hansadotter (Brask), svensk birgittinnunna, författare och översättare.

## Avlidna
- 3 maj – Erik av Pommern, kung av Norge 1389–1442 samt av Danmark och Sverige 1396–1439 (i Sverige med två avbrott).
- Nguyễn Thị Anh, vietnamesisk drottning och regent.

### Fotnoter
1. ↑  World Statesmen (läst 7 april 2011) Arkiverad 4 januari 2013 hämtat från the Wayback Machine.